# Xindi (flûte)
Le Xindi (新笛, xīndí) est un instrument de musique d'origine chinoise dérivé de l'ancienne flûte traversière en bambou, le Dizi (dízi. Egalement connu comme le di (11-trou 十一孔笛 ), sa conception est d'influence occidentale. Il fut conçu et produit par Ding Silin (1893-1974), pour la première fois au début des années 1930.

## Facture
La grande différence, entre le xindi et le di traditionnel chinois, réside dans le fait qu’il existe cinq orifices supplémentaires pour les doigts, alors qu'il n'en existe seulement que six sur le di. En outre, il en possède trois de plus que le xiao (簫) une flûte à huit trous. Ces orifices sont destinés au pouce de la main droite, au petit doigt et à l'index de la main gauche, qui peuvent alterner entre les deux trous. La flûte traditionnelle présentant une difficulté dans le contrôle l'intonation du demi - ton, il a été ajouté des trous supplémentaires pour corriger ces imperfections. Grâce à sa conception à onze trous, le xindi peut jouer parfaitement chaque demi-ton de l’ octave et la modulation est rendue plus facile et plus douce grâce à sa capacité à être jouée dans différentes tonalités. La plus grande différence qui existe entre le xindi et le dizi traditionnel, est le manque d'une membrane dimo (笛膜, lit. membrane de flûte), qui crée la caractéristique du timbre . C’est pourquoi le xindi est différent du qudi ou bangdi (梆笛), dont le timbre est plus brillant et plus net. Son timbre se situe entre celui d'une flûte traditionnelle chinoise et celui d'une flûte de concert occidentale, en lui conférant un son beaucoup plus doux. Contrairement, aux différences avec le dizi traditionnel, la longueur et la portée du xindi sont similaires à celles d'une clé de sol dà dí (大笛). Sa gamme est également similaire à la gamme sol, qui est commune celle que donne la flûte. La gamme commune s'étend d'un grave inférieur ré à un grave supérieur mi, pour un total de  15 notes. Parfois, il peut se jouer dans les aigus, mais ce son n’est pas agréable.

## Jeu
Dans les orchestres chinois moderne, le xindi joue un rôle important notamment dans les gammes  moyennes et basses, des tons avec les autres instruments di. Il a la même fonction que le Changdi (长笛 / 長笛, cháng dí, « flûte longue », type de flûte traversière) dans l'orchestre symphonique chinois. Le xindi figure dans plus de la moitié de la musique des  ensembles traditionnels chinois. Parfois, le xindi est remplacé par d'autres instruments de portée similaire tels que le dadi, le xiao ou le changdi, à cause de la difficulté du doigté difficile à réaliser, mais encore de sa plage chromatique limitée. Le qudi est parfois utilisé à défaut pour imiter le son du xindi. le musicien réalise cet artifice en plaçant un film plastique sur le mokong (膜孔, mó kǒng, « trou de membrane »). Bien que le xindi occupe une place importante dans les performances d'ensemble, son utilisation en solo est très rare. Il est principalement apprécié pour les jeux en en demi-tons, ce qui explique plus facilement son utilisation dans la musique de style occidental. Cependant, ce choix n'est pas considéré comme optimal car la flûte traversière occidentale a une gamme plus étendue et un timbre qui complète mieux les autres instruments de l'orchestre.